# 玛丽安·普伦基特
玛丽安·普伦基特（英語：Maryann Plunkett，1953年—），女，美国演员。曾获得托尼奖最佳音乐剧女主角。